# Рауль Альфонсин
Рау́ль Ріка́рдо Альфонси́н (ісп. Raúl Ricardo Alfonsín; нар. 12 березня 1927 — пом. 31 березня 2009) — аргентинський політик, президент Аргентини з 1983 по 1989.

## Життєпис
Після закінчення військового училища продовжив освіту на юридичному факультеті Національного університету в місті Ла-Плата (Аргентина). Здобув науковий ступінь доктора права.
З 1945 року Рауль Альфонсин почав займатися політичною діяльністю, вступивши в одну з провідних партій країни — Громадський радикальний союз (ГРС). У 1963 році він був вибраний в Національний конгрес від партії Громадський радикальний союз. Через два роки він знов став представником свого округу в парламенті.
У 1973 році Альфонсин, будучи кандидатом на пост президента країни від Громадського радикального союзу, програв на виборах членові Пероністської партії Хуану Перону, який пізніше в 1976 році був повалений військовими.
З 1976 року, коли в Аргентині відбувся військовий переворот, до 1983 року пост президента займали представники хунти. В період військових урядів з 1976 по 1983 рік Рауль Альфонсин брав активну участь в діяльності опозиції, надавав юридичну допомогу політичним супротивникам і двічі потрапляв до в'язниці. Проте після того, як в 1982 році Аргентина програла Великій Британії війну за Фолклендські острови, військовий режим був повалений і були оголошені загальні президентські вибори, на яких переміг Альфонсин.
Рауль Альфонсин очолював Громадський радикальний союз і став першим за довгі роки президентом Аргентини, що прийшов до влади в результаті загальних демократичних виборів. Альфонсин займав пост президента Аргентини з 1983 по 1989 роки, але не зміг зупинити гіперінфляцію і зростання зовнішнього боргу, що зрештою призвело до гострої економічної кризи в країні. Альфонсин за п'ять місяців до закінчення терміну перебування на посаді, усвідомлюючи своє безсилля, спромігся на рішучий крок і відійшов від влади.
Під час перебування Альфосина на посаді президента була заснована Національна комісія, що займалася розслідуванням злочинів військового режиму і збором доказів причетності хунти до вбивств тисяч аргентинців. Генерал Хорхе Рафаель Відела, що займав пост президента з 1976 по 1981 роки, під час правління Альфонсина був засуджений до довічного ув'язнення.
У 1989 році президентські вибори виграв Карлос Сауль Менем, який незабаром після приходу до влади помилував членів хунти, зокрема генерала Відела. Широкомасштабне розслідування злочинів хунти було відновлене в 2003 році, коли Менема змінив Нестор Кіршнер.
Альфонсин до 1993 року залишався лідером Громадського радикального союзу. У 2001 році він був вибраний сенатором від Буенос-Айреса, проте через рік був вимушений подати у відставку через хворобу, в нього був діагностований рак. Востаннє Альфонсин з'являвся на публіці в жовтні 2008 року на церемонії установки його бюста в Будинку уряду; участь в церемонії брала президент Кристина Фернандес де Кіршнер.
Альфонсин був автором низки книг з актуальних політичних питань.